# Pita blava
La pita blava (Hydrornis cyaneus) és una espècie d'ocell de la família dels pítids (Pittidae) que habita zones boscoses del nord-est de l'Índia, Bhutan, Bangladesh, Myanmar, Tailàndia, Laos, Cambodja i sud del Vietnam.